# Tim Matthews (atleta)
Timothy Shaun Matthews (Orbost, 29 ottobre 1974) è un atleta paralimpico australiano.

## Biografia
Matthews è nato a Orbost, in Victoria, con onfalocele, una condizione in cui l'addome si sviluppa al di fuori del corpo; nel suo caso, la patologia ha colpito altri organi, compreso il fegato. È nato anche senza braccio sinistro e con alcune dita palmate. Ha trascorso gran parte della sua infanzia al Royal Children's Hospital di Melbourne a causa della rottura della membrana che proteggeva i suoi organi esposti avvenuta quando aveva due giorni.
Ai Giochi paralimpici di Atlanta 1996 vinse la medaglia d'oro nella staffetta 4×100 metri, successo che gli valse la medaglia dell'ordine dell'Australia. A Sydney 2000 conquistò due medaglie d'oro nelle staffette 4×100 e 4×400 e due di bronzo nei 100 e 200 metri piani. Lo stesso anno, gli viene conferita la medaglia dello sport australiano. Prese parte anche ai Giochi di Atene 2004 senza conseguire alcun successo.
Dal 2008, Matthews è responsabile per i percorsi e lo sviluppo del Comitato paralimpico australiano. In occasione dei Giochi di Londra 2012, ha allenato gli atleti Kelly Cartwright, Katy Parrish e Jack Swift. In passato, è stato l'allenatore di Michelle Errichiello.

## Palmarès
| Anno | Manifestazione       | Sede       | Evento          | Risultato | Prestazione | Note |
| ---- | -------------------- | ---------- | --------------- | --------- | ----------- | ---- |
| 1996 | Giochi paralimpici   | Atlanta    | 4×100 m T42-46  | Oro       | 45"40       |      |
| 1998 | Mondiali paralimpici | Birmingham | 100 m piani T46 | Bronzo    | 11"34       |      |
| 1998 | Mondiali paralimpici | Birmingham | 4×400 m T42-46  | Oro       | 3'46"98     |      |
| 2000 | Giochi paralimpici   | Sydney     | 100 m piani T46 | Bronzo    | 11"15       |      |
| 2000 | Giochi paralimpici   | Sydney     | 200 m piani T46 | Bronzo    | 22"30       |      |
| 2000 | Giochi paralimpici   | Sydney     | 4×100 m T46     | Oro       | 43"56       |      |
| 2000 | Giochi paralimpici   | Sydney     | 4×400 m T46     | Oro       | 3'32"44     |      |